# Ópido

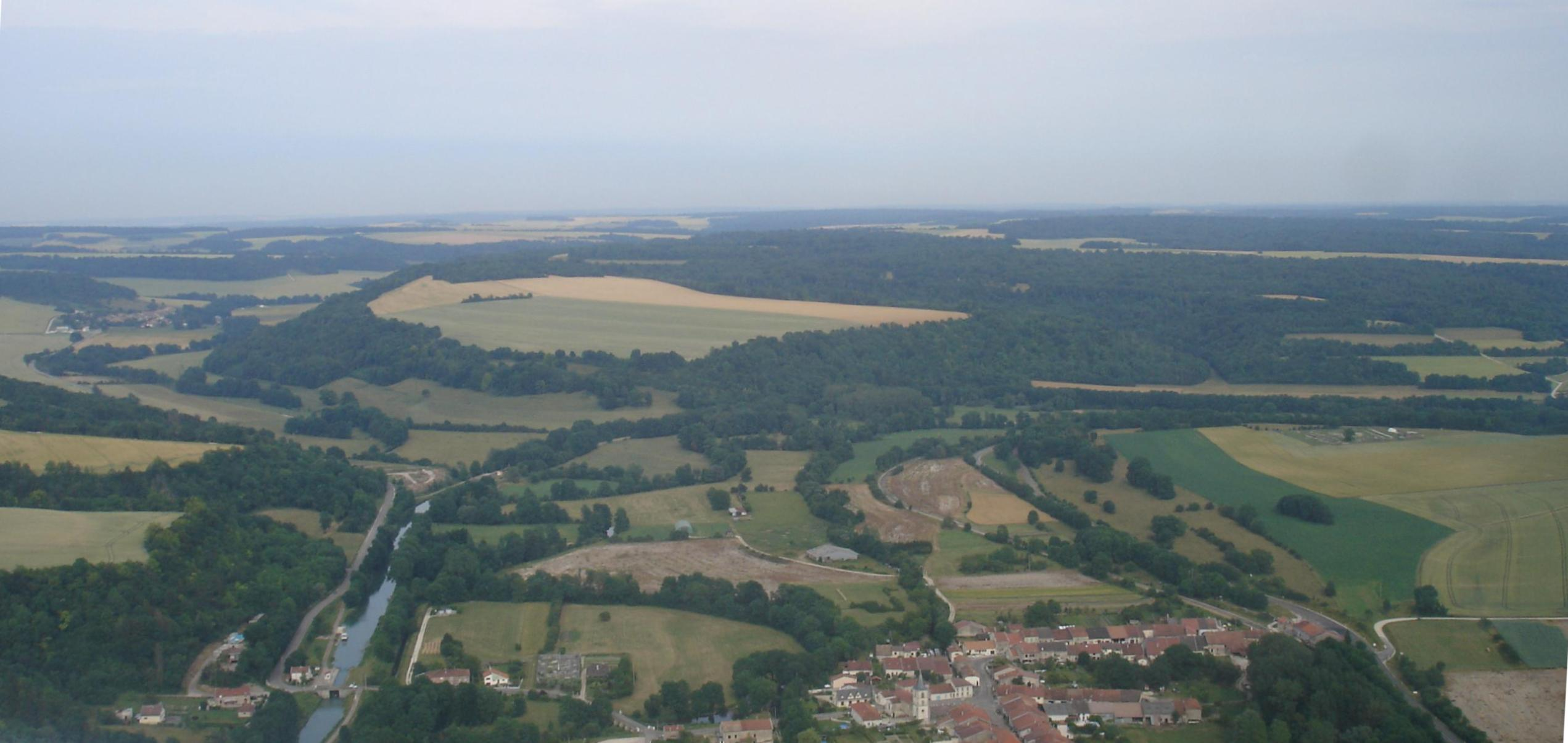
Sítio do ópido de Bovioles, próximo à antiga povoação de Násio (França).

Ópido (em latim: Oppidum; plural: em latim: oppida) era o termo em latim para a principal povoação em qualquer área administrativa do Império Romano.

## Ópidos célticos
Júlio César descreveu os grandes assentamentos da Idade do Ferro que ele encontrou na Gália como ópidos e o termo é agora empregado para descrever as grandes cidades pré-romanas que existiram através da Europa Ocidental e Central. Muitas ópidos surgiram de colinas fortificadas embora de forma alguma isso signifique que todas elas tivessem funções defensivas significativas. Ópidos cercados por amuradas são conhecidos como ópidos cercados.
O desenvolvimento dos ópidos foi um marco na urbanização do continente, visto que eram os primeiros grandes assentamentos ao norte do Mediterrâneo que podiam realmente ser descritos como cidades. César comentou que cada tribo gaulesa podia ter vários ópidos mas que não eram todos de igual importância, talvez implicando alguma forma de hierarquia.
Nas terras conquistadas, os romanos usavam a infraestrutura dos ópidos para administrar o império, e muitas se tornaram integralmente cidades romanas. Isto freqüentemente envolvia uma mudança de locação, do topo da colina para a planície.

## Lista de ópidos
- Alcímenis, Alemanha
- Ópido de Basileia, Suíça
- Bibracte (Mont Beuvray), França
- Mesa de Miranda, Espanha
- Óbidos, Portugal
- Ópido de Ensérune, França
- Manching, Alemanha
- Salon-de-Provence, França
- Stradonice, Boémia
- Traprain Law, Escócia
- Ópido de Sena, Seia

### Na Hungria
Na Hungria medieval, ópido era o termo em latim legal para burgo (mezőváros em húngaro), o qual possuía um estatuto inferior ao de uma cidade real livre, mas era mais importante do que uma vila.